# Лихтенштайн (замок, Бавария)
Лихтенштайн (нем. Burg Lichtenstein) — руины средневекового замка в общине Пфаррвайзах, в Нижней Франконии, в Баварии, Германия.

## История

### Ранний период
Первое упоминание замка Лихтенштайн (также как и соседнего Альтенштайн) относится к 1232 году.
Род рыцарей фон Штайн, основавших замок, восходит к рыцарям из Вюрцбурга. Около 1200 года род разделился на две линии: Штайн фон Лихтенштайн и Штайн фон Альтенштейн.
Изначально рыцари были вассалами епископа Вюрцбурга. Но в 1257 году представители рода фон Штайн решили перейти под покровительство епископства Бамберга. Бамбергский епископ Адальберт заплатил 100 фунтов владельцам замка Лихтенштайн и пообещал ещё столько же, если они будут поддерживать его. Епархия очень нуждалась в сильной опорной крепости в данном регионе из-за конфликтов вокруг наследства Оттона III герцога Мерании, а также из-за вооружённого противостояния с Фридрихом фон Нюрнбергом и влиятельным дворянским родом фон Трухендинген. Владелец замка Тайно фон Лихтенштайн согласился женить своего сына на девушке из рода епископа Бамберга. Однако отряды из Вюрцбурга быстро смогли привести вернуть Лихтенштайн под свой контроль.
Епископы Вюрцбурга очень боялись вновь утратить влияние на род фон Лихтенштайн. Поэтому владельцам замка не раз делались подарки в виде земельных участков. За счёт этих даров в XIV веке род фон Лихтенштейн смог существенно расширить территорию своих имений.
В последующие века Лихтенштайн превратился в типичный для Германии Ганербенбург, то есть замок, где автономно проживало сразу несколько дворянских семей (как например в замке Эльц). Это произошло из-за того, что род оказался плодовит и возникло несколько ветвей, которые могли претендовать на долю в семейном наследстве, но предпочитали проживать рядом с родственниками. Кроме того, в подобном системе были заинтересованы сюзерены, желавшие рассчитывать во время войны не на одного, а сразу на целый отряд рыцарей.
В XIV веке весь регион оказался под контролем епархии Вюрцбурга (хотя Бамберг расположен гораздо ближе). В 1323 году епископ Вольфрам Вольфскеел фон Грумбах осадил каменный замок Ротенхан, лежащий примерно в шести километрах к югу на склоне того же хребта и находившийся прежде во владении Бамбергских повелителей. В итоге род фон Ротенхан признал себя вассалом Вюрцбургской епархии. В это же время своим сюзереном его признали и владельцы соседнего замка Альтштайн.
В период 1420 по 1430 годы, во время Гуситских войн, укрепления замка, также как и в других крепостях Вюрцбургской епархии, были расширены и усилены. Кроме того замок приспособили для защиты от огня артиллерии. К этому же времени относиться строительство главной башни в Нордбурге.

### Эпоха ренессанса
Во время Крестьянской войны в 1525 году северная часть замкового комплекса оказалась серьёзно повреждена. В результате эту часть крепости забросили и со временем она превратилась в руины. Южный замок получил лишь незначительные повреждения. Поэтому его продолжали использовать в качестве жилой резиденции. В середине XVI века Зюдбург расширили и перестроили в стиле ренессанса. Сюда перебрались и обитатели Нордбурга.
К концу XVI века часть боковых линий рода пресеклась, а другие перебрались в другие земли. В результате собственником почти всего комплекса оказалась одна семья из прежде обширной династии фон Лихтенштейн. В 1699 году Вильгельм Ульрих фон Лихтенштейн стал единоличным владельцем всех частей крепости.
В XVIII веке значительная часть каменных сооружений превратилась для окрестных жителей в каменоломню. Многие здания были постепенно разобраны и исчезли. Больше всего пострадал Восточный замок (Остбург). Зато одновременно живописные руины Нордбурга стали привлекать художников. Сохранилось много рисунков обветшавших стен и башен.

### XIX век

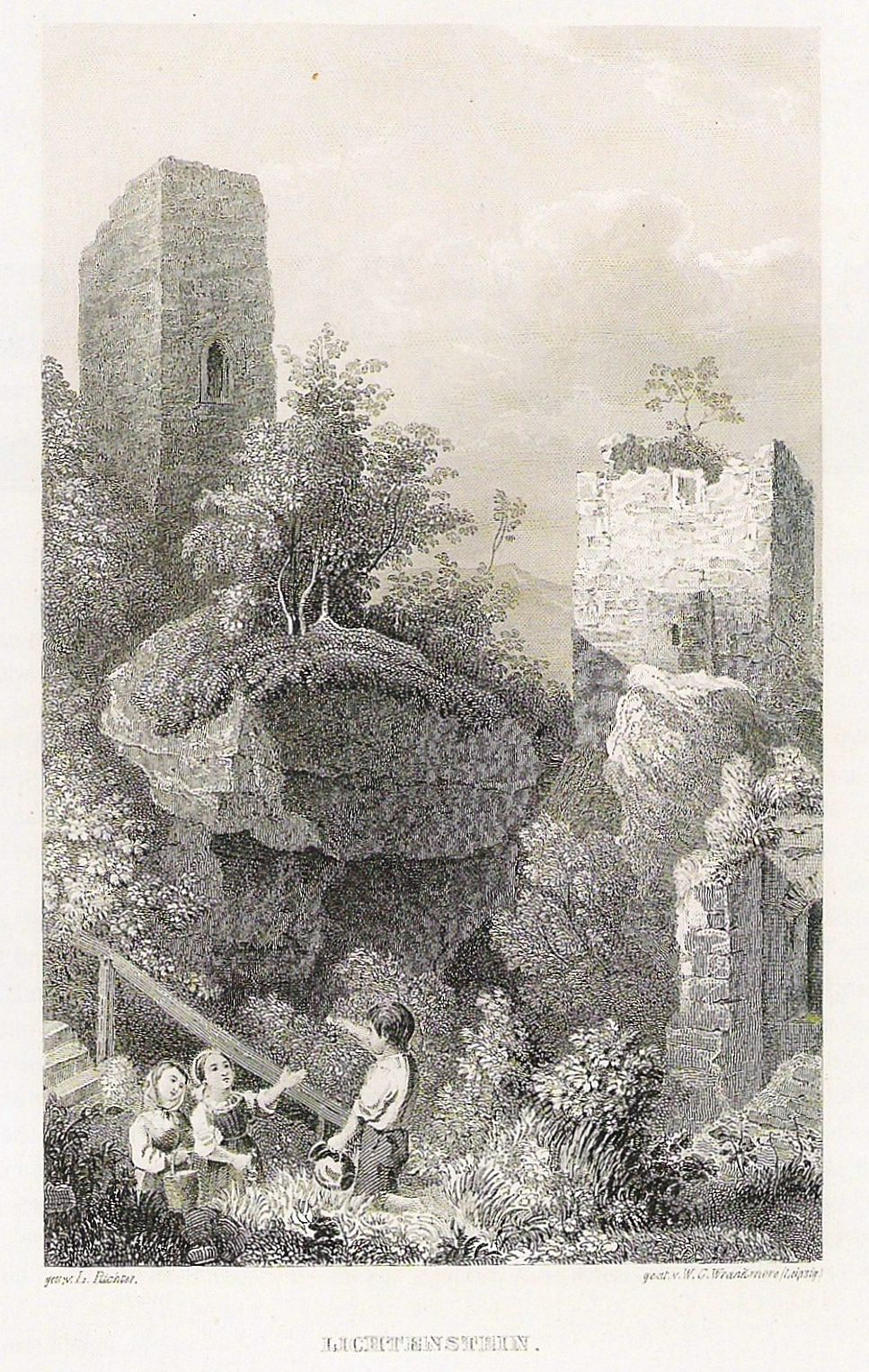
Руины замка на рисунке 1840 года

В 1845 году, не оставив потомков, умер последний представитель некогда обширного рода фон Лихтенштайн. Тогда и вспомнили о давних родственных связях владельцев замка с семьёй фон Ротенхан. Таким уникальным способом Лихтенштайн достался графам фон Ротенхан. Баронская ветвь фон Ротенхан до сих пор владеет замком. А часть представителей рода и поныне проживает в зданиях Зюдбурга. Подобный тип крепости-резиденции, которая остаётся жилой, в регионе Франкония можно увидеть только в замке Бреннхаузен.
Руины Нордбурга в настоящее время предоставлены в распоряжение местной коммуны.

## Расположение
Замок находится на вершине крупного скалистого холма на высоте 430 метров над уровнем моря в долине Вайзах. Сам холм возвышается на высоту 100 метров над поселением Лихтенштайн в общине Пфаррвайзах примерно в шести километрах к северу от города Эберн в районе Хасберге в регионе Нижняя Франкония в земле Бавария.
Примерно в 500 метрах от нынешнего комплекса в лесу можно найти скалистый массив Тойфельсштайн (Teufelsstein). Возможно, первые укрепления и жилая башня рыцарей рода фон Штайн располагались именно здесь. Во всяком случае здесь можно обнаружить остатки укреплённого здания, которое было заброшено обитателями ещё в Средние века.

## Описание

### Нордбург
Скалы на этом участке при возведении замка были отделены от основного массива глубоким 5-метровым рвом, который пробили прямо в камне. Образовавшийся участок имел площадь примерно 45 × 35 метров. Со стороны рва его защищала высокая стена, построенная из местного песчаника. Меньшие по высоте и более тонкие стены возвели по периметру. При толщине стен (главная достигала 1,7 метра) внутри оставалось только узкое пространство двора небольшой площади. Для надёжности водоснабжения в скалах сделали большую цистерну.
До сих пор удивляет аккуратная кладка башен и та тщательность, с которой обтёсывали каждый блок. При этом грани квадратных башен были сравнительно небольшими: около 5,20 метров. Изначально башни были существенно выше. Жилая резиденция находилась в северо-западной части, а замковая часовня — в южной части.
Первоначальный доступ к крепости вёл с южной стороны, так как именно там находился форбург. В узкие ворота могли протиснуться только маленькие ручные тележки.
Северный замок давно заброшен и лежит в руинах. Все главные сооружения были построены прямо на скалах. Их остатки явственно демонстрируют стиль романской архитектуры. Интересны фрагменты стен, приспособленных для стрельбы из мушкетов. Это одно из самых ранних фортификационных сооружений, где была предусмотрена возможность отстреливаться с помощью ручного огнестрельного оружия.
Муниципальные власти провели в Нордбурге работы по укреплению сохранившихся фрагментов крепости, дабы предотвратить её дальнейшее разрушение. Приблизительно в 1960 году восточная стена по соображениям безопасности была уменьшена на семь каменных слоев. Маршрут через руины снабжён несколькими информативными табло, на которых содержится много интересной информации и пояснений об истории комплекса.

### Зюдбург
В 1345 году была проведена радикальная реконструкция Лихтенштайна. Вместо прежнего форбурга появилось автономная крепость с жилыми зданиями, которую стали называть Южный замок (Зюдбург). Помимо прочего здесь появилась собственная цистерна для хранения воды. Позднее здесь выкопали колодец. Ствол скважины под бывшей часовней имеет глубину около 23 метров. До 1962 года этот колодец являлся главным источником водоснабжения для семи зданий замка.
Ядром Зюдбурга является бывшая огромная башня, которая уже несколько столетий служит жилой резиденцией. Из-за толщины стен (около двух метров в цокольном этаже) это четырёхэтажное здание можно считать отдельно крепостью. Верхний этаж венчают фахверковые постройки.
Снаружи сохранилось кольцо стен. Вход в Зюдбург возможен с восточной стороны через бывший собственный форбург. Путь пролегает через систему ворот интересной конструкции. В 1709 году на арочными главными воротами разместили герб рода фон Лихтенштайн. Вход во внутренний двор доступен для публики только в рамках группового тура.
Хорошо сохранившиеся средневековые оборонительные сооружения этой части комплекса послужили образцом при восстановлении замка Верхний Кёнигсбург в Эльзасе.

### Остбург
Во второй половине XIV века с восточной стороны построили ещё один замок — Остбург. Он также совмещал функции жилого здания и фортификационного сооружения. Здесь некоторое время проживала одна из семей боковой ветви старшего рода фон Лихтенштайн. К XX веку от Остбурга почти ничего не осталось.

### Окрестности
В скале, на которой находится замковый комплекс, есть несколько пещер и гротов, который образуют целый лабиринт. Кроме того, вокруг замка ещё в XIX веке был разбит ландшафтный парк. В настоящее время он в значительной степени зарос, но всё ещё привлекателен своей романтической атмосферой.

## Современное использование
Зюдбург, находящийся в частном владении, не доступен для свободного посещения. Его, как правило, можно осмотреть только снаружи. Но туристы могут посещать в выходные дни руины Нордбурга.
В прежнее время Нордбург был открыт ежедневно. Но бесконтрольный поток туристов, которых привлекала не история Лихтенштайна, а слухи о его неких эзотерических свойствах, нанёс комплексу серьёзный ущерб. Некоторые посетители устраивали в руинах целые церемонии и проводили сложные ритуалы. Кое-кто сравнивал Лихтенштайн с древним местом силы, подобным Стоунхенджу и Эксерским камням. В итоге доступ к Нордбургу местные власти ограничили и стали осуществлять контроль за поведением туристов. При этом не существует никаких доказательств того, что скалы в районе Лихтенштайна были в древности местом поклонения или жертвоприношений.

## Галерея

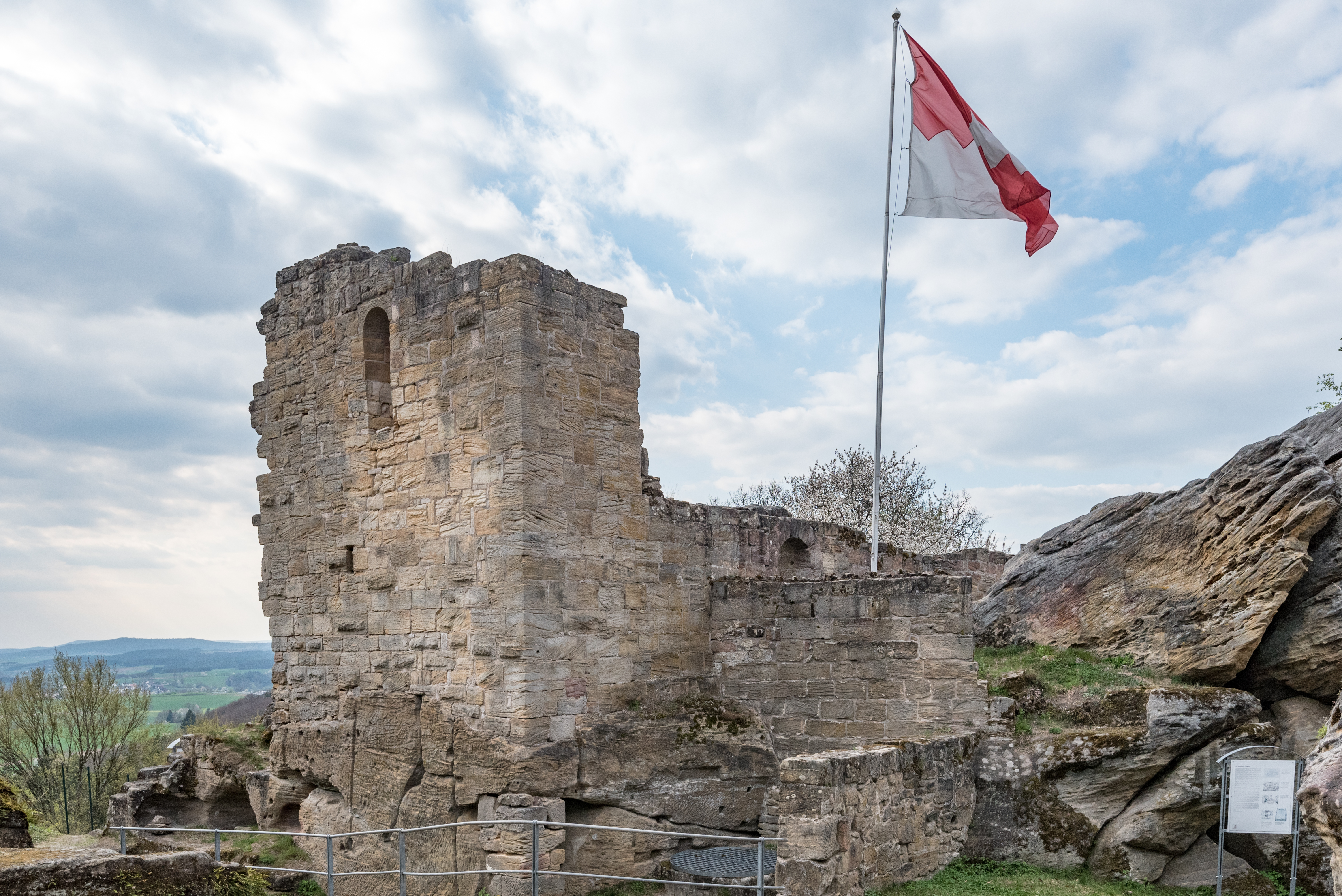
Руины северного замка
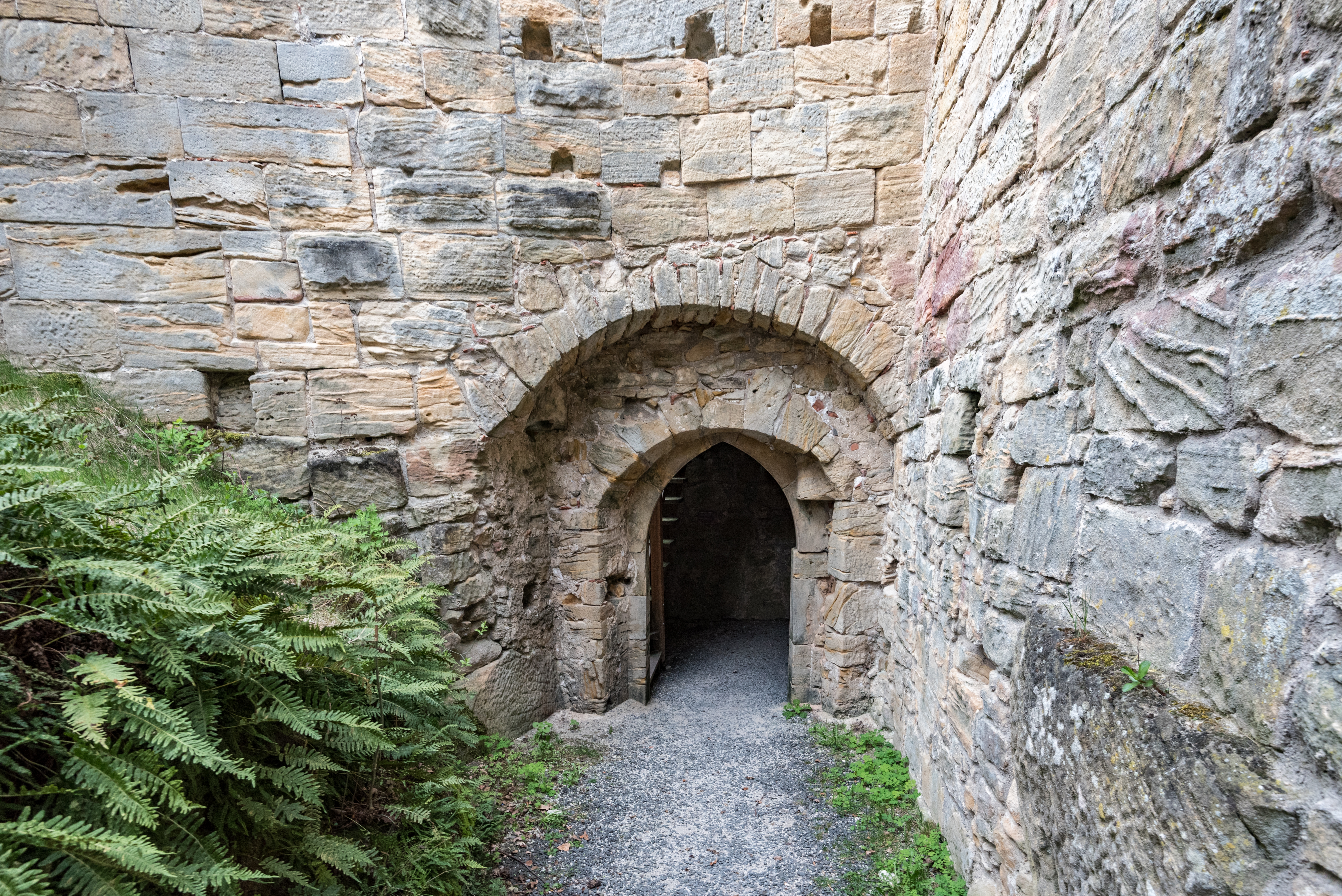
Вход внутрь северного замка
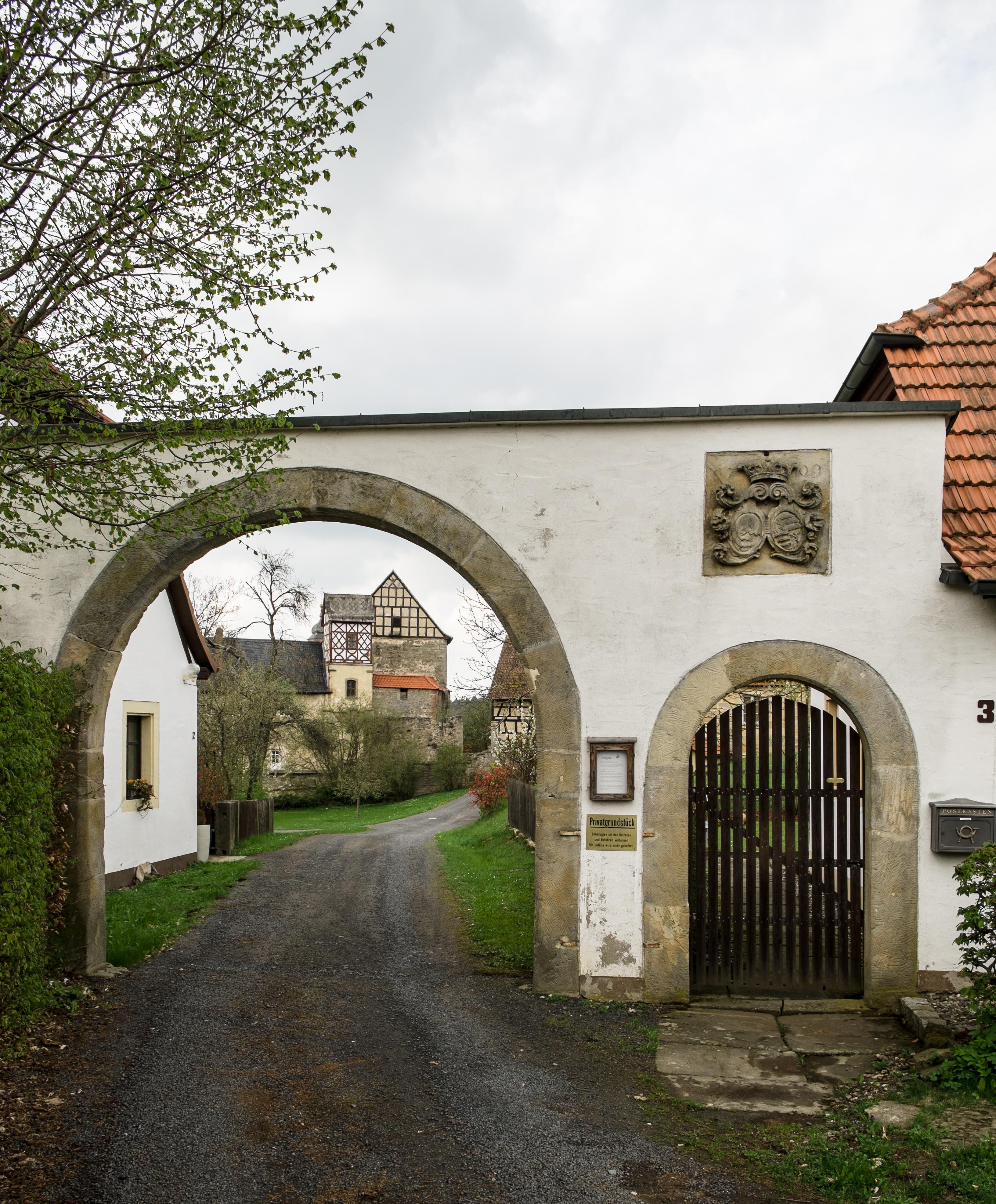
Ворота, ведущие во двор южного замка
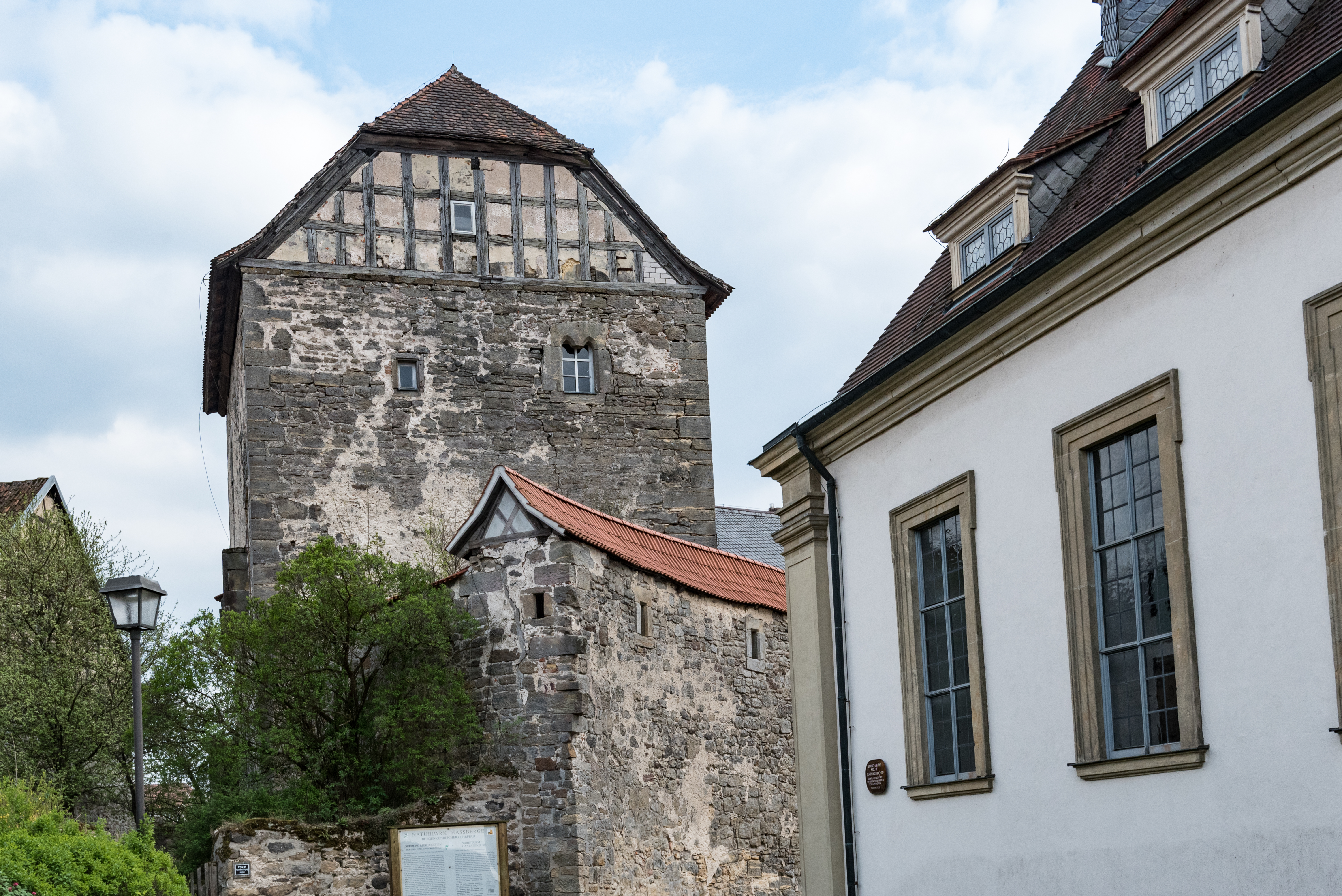
Вид зданий южного замка
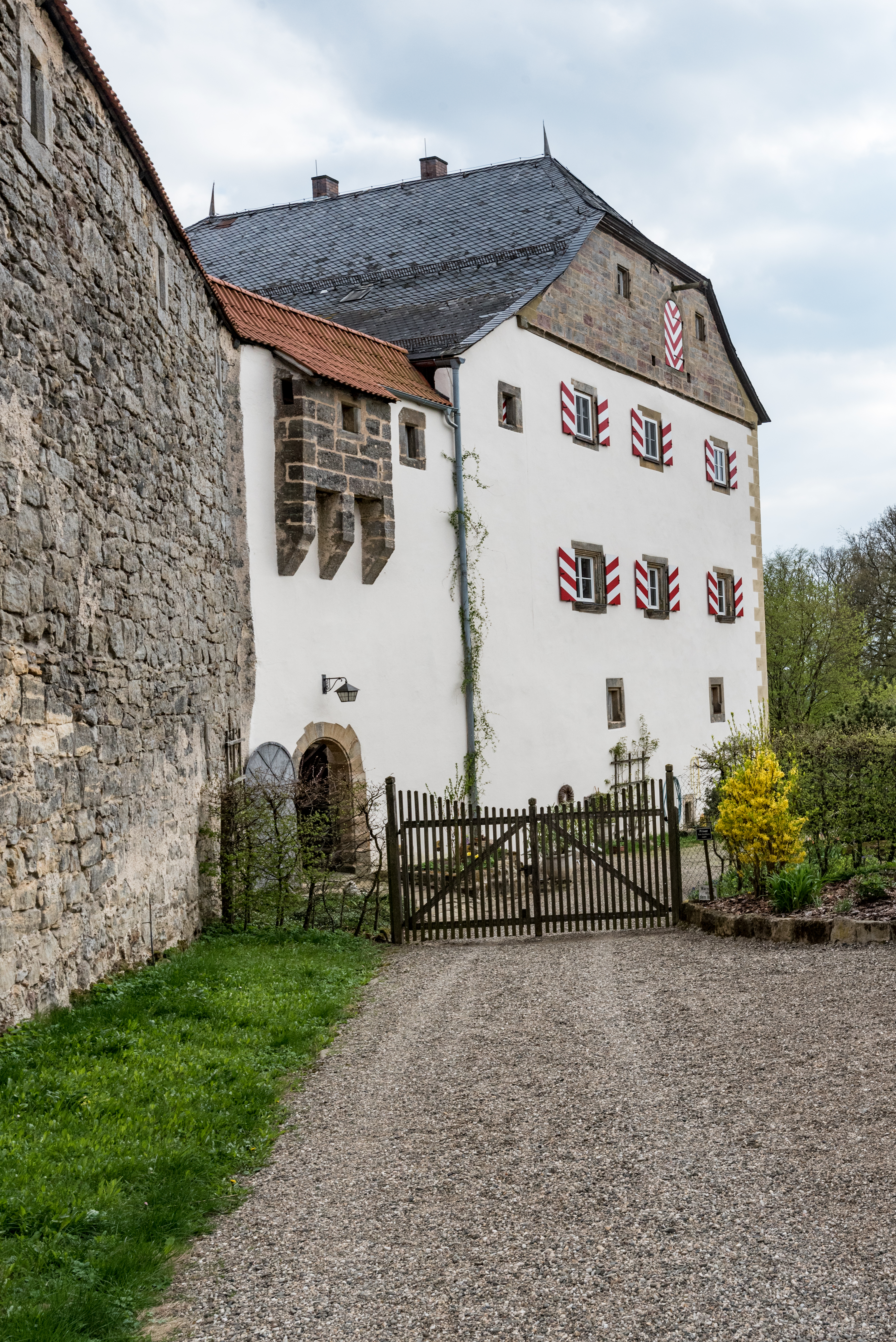
Главное здание южного замка